# Johnston (Carolina do Sul)
Johnston é uma cidade  localizada no estado norte-americano de Carolina do Sul, no Condado de Edgefield.

## Demografia
Segundo o censo norte-americano de 2000, a sua população era de 2336 habitantes.
Em 2006, foi estimada uma população de 2346, um aumento de 10 (0.4%).

## Geografia
De acordo com o United States Census Bureau tem uma área de
6,7 km², dos quais 6,5 km² cobertos por terra e 0,2 km² cobertos por água. Johnston localiza-se a aproximadamente 202 m acima do nível do mar.

## Localidades na vizinhança
O diagrama seguinte representa as localidades num raio de 20 km ao redor de Johnston.